# Football League Cup 2009/10
De Football League Cup 2009/10, ook wel bekend als de Carling Cup door de sponsorovereenkomst met bierproducent Carling, is de 50ste editie van de League Cup. De winnaar plaatst zich voor de derde kwalificatieronde van de UEFA Europa League 2010/11. Op 28 januari 2010 won Manchester United FC de finale van Aston Villa FC met 2-1. In totaal deden 92 clubteams mee aan het toernooi.

## Eerste ronde
De wedstrijden werden gespeeld in de week van 10 augustus 2009. Newcastle United en Middlesbrough hebben een bye naar de volgende ronde.
| #                                            | Thuis               | Score1 | Bezoekers            | Toeschouwers |
| -------------------------------------------- | ------------------- | ------ | -------------------- | ------------ |
| 1                                            | Accrington Stanley  | 2 – 1  | Walsall              | 1.041        |
| 2                                            | Huddersfield Town   | 3 – 1  | Stockport County     | 5.120        |
| 3                                            | Rotherham United    | 2 – 1  | Derby County         | 4.345        |
| 4                                            | Tranmere Rovers     | 4 – 0  | Grimsby Town         | 3.527        |
| 5                                            | Sheffield Wednesday | 3 – 0  | Rochdale             | 6.696        |
| 6                                            | Bury                | 0 – 2  | West Bromwich Albion | 3.077        |
| 7                                            | Notts County        | 0 – 1  | Doncaster Rovers     | 4.893        |
| 8                                            | Lincoln City        | 0 – 1  | Barnsley             | 3.635        |
| 9                                            | Scunthorpe United   | 2 – 1  | Chesterfield         | 2.501        |
| 10                                           | Coventry City       | 0 – 0  | Hartlepool United    | 6.055        |
| Hartlepool United wint met 1-0 na verlenging |                     |        |                      |              |
| 11                                           | Darlington          | 0 – 1  | Leeds United         | 4,487        |
| 12                                           | Preston North End   | 5 – 1  | Morecambe            | 5,407        |
| 13                                           | Crewe Alexandra     | 1 – 2  | Blackpool            | 2,991        |
| 14                                           | Carlisle United     | 1 – 0  | Oldham Athletic      | 2.509        |
| 15                                           | Nottingham Forest   | 3 – 0  | Bradford City        | 4.639        |
| 16                                           | Macclesfield Town   | 0 – 2  | Leicester City       | 2.197        |
| 17                                           | Sheffield United    | 1 – 2  | Port Vale            | 7.627        |

| #                                                                | Thuis              | Uitslag1 | Bezoekers              | Toeschouwers |
| ---------------------------------------------------------------- | ------------------ | -------- | ---------------------- | ------------ |
| 1                                                                | Cardiff City       | 3 – 1    | Dagenham & Redbridge   | 5.545        |
| 2                                                                | Wycombe Wanderers  | 0 – 4    | Peterborough United    | 2.078        |
| 3                                                                | Southampton        | 2 – 0    | Northampton Town       | 10.921       |
| 4                                                                | Barnet             | 0 – 0    | Watford                | 3.139        |
| Watford wint met 2-0 na verlenging                               |                    |          |                        |              |
| 5                                                                | Hereford United    | 0 – 0    | Charlton Athletic      | 2.017        |
| Hereford United wint met 1-0 na verlenging                       |                    |          |                        |              |
| 6                                                                | Bristol Rovers     | 2 – 1    | Aldershot Town         | 3.644        |
| 7                                                                | Millwall           | 4 – 0    | Bournemouth            | 3.552        |
| 8                                                                | Gillingham         | 2 – 1    | Plymouth Argyle        | 3.306        |
| 9                                                                | Colchester United  | 1 – 2    | Leyton Orient          | 3.308        |
| 10                                                               | Reading            | 5 – 1    | Burton Albion          | 5,893        |
| 11                                                               | Exeter City        | 0 – 5    | Queens Park Rangers    | 4,614        |
| 12                                                               | Cheltenham Town    | 1 – 2    | Southend United        | 1,918        |
| 13                                                               | Brentford          | 0 – 1    | Bristol City           | 3.024        |
| 14                                                               | Yeovil Town        | 0 – 4    | Norwich City           | 3.860        |
| 15                                                               | Crystal Palace     | 2 – 1    | Torquay United         | 3.140        |
| 16                                                               | Milton Keynes Dons | 1 – 4    | Swindon Town           | 4.812        |
| 17                                                               | Swansea City       | 3 – 0    | Brighton & Hove Albion | 6.400        |
| 18                                                               | Shrewsbury Town    | 3 – 3    | Ipswich Town           | 4.184        |
| 3 – 3 na verlenging – Ipswich Town wint met 4-2 na strafschoppen |                    |          |                        |              |

1 Stand na 90 minuten

## Tweede ronde
De dertien teams van de Premier League die geen Europese verplichtingen hebben beginnen in deze ronde samen met de winnaars van de eerste ronde plus Newcastle United en Middlesbrough die een bye hadden in de eerste ronde. De loting vond plaats op 12 augustus 2009 en de wedstrijden werden gespeeld op 24 augustus 2009.
| #                                                                           | Thuis                   | Score1 | Bezoekers           | Toeschouwers |
| --------------------------------------------------------------------------- | ----------------------- | ------ | ------------------- | ------------ |
| 1                                                                           | West Bromwich Albion    | 2 – 2  | Rotherham United    | 10.659       |
| West Bromwich Albion won 4 – 3 na verlenging                                |                         |        |                     |              |
| 2                                                                           | Norwich City            | 1 – 4  | Sunderland          | 12.345       |
| 3                                                                           | Tranmere Rovers         | 0 – 1  | Bolton Wanderers    | 5.381        |
| 4                                                                           | Queens Park Rangers     | 2 – 1  | Accrington Stanley  | 5.203        |
| 5                                                                           | Bristol City            | 0 – 2  | Carlisle United     | 6.359        |
| 6                                                                           | Leyton Orient           | 0 – 0  | Stoke City          | 2.742        |
| Stoke City wint met 1-0 na verlenging                                       |                         |        |                     |              |
| 7                                                                           | Port Vale               | 2 – 0  | Sheffield Wednesday | 6.667        |
| 8                                                                           | Hull City               | 3 – 1  | Southend United     | 7.994        |
| 9                                                                           | Leeds United            | 1 – 1  | Watford             | 14.681       |
| Leeds United wint met 2-1 na verlenging                                     |                         |        |                     |              |
| 10                                                                          | Cardiff City            | 3 – 1  | Bristol Rovers      | 9.767        |
| 11                                                                          | Portsmouth              | 4 – 1  | Hereford United     | 6.645        |
| 12                                                                          | Crystal Palace          | 0 – 2  | Manchester City     | 14.725       |
| 13                                                                          | Wolverhampton Wanderers | 0 – 0  | Swindon Town        | 11.416       |
| 0 – 0 na verlenging – Wolverhampton Wanderers wint met 6-5 na strafschoppen |                         |        |                     |              |
| 14                                                                          | Gillingham              | 1 – 3  | Blackburn Rovers    | 7.203        |
| 15                                                                          | Blackpool               | 4 – 1  | Wigan Athletic      | 8.089        |
| 16                                                                          | Southampton             | 1 – 2  | Birmingham City     | 11.753       |
| 17                                                                          | Preston North End       | 2 – 1  | Leicester City      | 6.977        |
| 18                                                                          | Newcastle United        | 4 – 3  | Huddersfield Town   | 23.815       |
| 19                                                                          | West Ham United         | 1 – 1  | Millwall            | 24.492       |
| West Ham United wint met 3-1 na verlenging                                  |                         |        |                     |              |
| 20                                                                          | Hartlepool United       | 1 – 1  | Burnley             | 3.501        |
| Burnley wint met 2-1 na verlenging                                          |                         |        |                     |              |
| 21                                                                          | Nottingham Forest       | 1 – 1  | Middlesbrough       | 8.838        |
| Nottingham Forest wint met 2-1 na verlenging                                |                         |        |                     |              |
| 22                                                                          | Reading                 | 1 – 2  | Barnsley            | 5.576        |
| 23                                                                          | Swansea City            | 1 – 2  | Scunthorpe United   | 7.321        |
| 24                                                                          | Doncaster Rovers        | 1 – 5  | Tottenham Hotspur   | 12.923       |
| 25                                                                          | Peterborough United     | 2 – 1  | Ipswich Town        | 5.451        |

1 Score na 90 minuten

## Derde ronde
De zeven teams van de Premier League die Europese verplichtingen hebben beginnen in deze ronde samen met de winnaars van de tweede ronde. De wedstrijden worden gespeeld in de week van 21 september 2009.
| #  | Thuis               | Uitslag1                   | Bezoekers               | Toeschouwers |
| -- | ------------------- | -------------------------- | ----------------------- | ------------ |
| 1  | Arsenal             | 2-0                        | West Bromwich Albion    | 56.592       |
| 2  | Chelsea             | 1-0                        | Queens Park Rangers     | 37.781       |
| 3  | Bolton Wanderers    | 1-1 (1-3 na strafschoppen) | West Ham United         | 8.050        |
| 4  | Barnsley            | 3-2                        | Burnley                 | 6.270        |
| 5  | Hull City           | 0-4                        | Everton                 | 13.558       |
| 6  | Leeds United        | 0-1                        | Liverpool               | 38.168       |
| 7  | Manchester United   | 1-0                        | Wolverhampton Wanderers | 51.000       |
| 8  | Manchester City     | 1-1 (2-1 n.v)              | Fulham                  | 24.507       |
| 9  | Sunderland          | 2-0                        | Birmingham City         | 20.576       |
| 10 | Peterborough United | 2-0                        | Newcastle United        | 10.298       |
| 11 | Carlisle United     | 1-3                        | Portsmouth              | 7.042        |
| 12 | Nottingham Forest   | 0-1                        | Blackburn Rovers        | 11.553       |
| 13 | Stoke City          | 4-3                        | Blackpool               | 13.957       |
| 14 | Scunthorpe United   | 0-0 (2-0 n.v)              | Port Vale               | 3.883        |
| 15 | Preston North End   | 1-5                        | Tottenham Hotspur       | 16.553       |
| 16 | Aston Villa         | 1-0                        | Cardiff City            | 22.527       |

1 Score na 90 minuten

## Vierde ronde
De loting voor de vierde ronde vond plaats op 27 september 2009. De wedstrijden werden gespeeld in de week van 26 oktober 2009.
| #                                                               | Thuis             | Uitslag1 | Bezoekers           | Toeschouwers |
| --------------------------------------------------------------- | ----------------- | -------- | ------------------- | ------------ |
| 1                                                               | Blackburn Rovers  | 5 – 2    | Peterborough United | 8.419        |
| 2                                                               | Manchester City   | 5 – 1    | Scunthorpe United   | 36.358       |
| 3                                                               | Tottenham Hotspur | 2 – 0    | Everton             | 35.843       |
| 4                                                               | Barnsley          | 0 – 2    | Manchester United   | 20.019       |
| 5                                                               | Chelsea           | 4 – 0    | Bolton Wanderers    | 41.538       |
| 6                                                               | Sunderland        | 0 – 0    | Aston Villa         | 27.666       |
| 0 – 0 na verlenging – Aston Villa wint met 4-1 na strafschoppen |                   |          |                     |              |
| 7                                                               | Arsenal           | 2 – 1    | Liverpool           | 60.004       |
| 8                                                               | Portsmouth        | 4 – 0    | Stoke City          | 11.251       |

1 Uitslag na 90 minuten

## Kwartfinales
De loting vond plaats op 31 oktober 2009 en de wedstrijden worden gespeeld in de week van 30 november 2009..
|                           |                                             |         |                                                                        |                                                                         |
| 1 december 2009 19:45 uur | Portsmouth                                  | 2 – 4   | Aston Villa                                                            | Fratton Park, Portsmouth Toeschouwers: 17.034 Scheidsrechter: Lee Mason |
| 1 december 2009 19:45 uur | Stilijan Petrov 10' (e.d.) Nwankwo Kanu 87' | Verslag | 12' Emile Heskey 27' James Milner 74' Stewart Downing 89' Ashley Young | Fratton Park, Portsmouth Toeschouwers: 17.034 Scheidsrechter: Lee Mason |

|                           |                                     |         |                   |                                                                                |
| 1 december 2009 20:00 uur | Manchester United                   | 2 – 0   | Tottenham Hotspur | Old Trafford, Manchester Toeschouwers: 57.212 Scheidsrechter: Mark Clattenburg |
| 1 december 2009 20:00 uur | Darron Gibson 16' Darron Gibson 38' | Verslag |                   | Old Trafford, Manchester Toeschouwers: 57.212 Scheidsrechter: Mark Clattenburg |

|                           |                                                               |         |         |                                                                                       |
| 2 december 2009 19:45 uur | Manchester City                                               | 3 – 0   | Arsenal | City of Manchester Stadium, Manchester Toeschouwers: 46.015 Scheidsrechter: Chris Foy |
| 2 december 2009 19:45 uur | Carlos Tévez 50' Shaun Wright-Phillips 69' Vladimír Weiss 89' | Verslag |         | City of Manchester Stadium, Manchester Toeschouwers: 46.015 Scheidsrechter: Chris Foy |

|                           |                                                               |                                     |                                                           |                                                                       |
| 2 december 2009 20:00 uur | Blackburn Rovers                                              | 3 – 3 (n.v.) 4 – 3 na strafschoppen | Chelsea                                                   | Ewood Park, Blackburn Toeschouwers: 18.136 Scheidsrechter: Alan Wiley |
| 2 december 2009 20:00 uur | Nikola Kalinić 9' Brett Emerton 64' Benni McCarthy 93' (pen.) | Verslag                             | 48' Didier Drogba 52' Salomon Kalou 120+2' Paulo Ferreira | Ewood Park, Blackburn Toeschouwers: 18.136 Scheidsrechter: Alan Wiley |

## Halve finales
De loting voor de halve finales vond plaats op 2 december 2009.De heenduels worden gespeeld op 5 en 6 januari 2010, en de returns op 20 en 27 januari 2010. De heenduels zijn afgelast en verplaatst naar een andere datum door de sneeuw en de weersomstandigheden zijn de duels uitgesteld

### Heenduels
|                           |                  |         |                  |                                                                             |
| 14 januari 2010 20:00 uur | Blackburn Rovers | 0 – 1   | Aston Villa      | Ewood Park, Blackburn Toeschouwers: 18.595 Scheidsrechter: Mark Clattenburg |
| 14 januari 2010 20:00 uur |                  | Verslag | 23' James Milner | Ewood Park, Blackburn Toeschouwers: 18.595 Scheidsrechter: Mark Clattenburg |

|                           |                                          |         |                   |                                                                                       |
| 19 januari 2010 19:45 uur | Manchester City                          | 2 – 1   | Manchester United | City of Manchester Stadium, Manchester Toeschouwers: 46.097 Scheidsrechter: Mike Dean |
| 19 januari 2010 19:45 uur | Carlos Tévez 42' (pen.) Carlos Tévez 65' | Verslag | 17' Ryan Giggs    | City of Manchester Stadium, Manchester Toeschouwers: 46.097 Scheidsrechter: Mike Dean |

### Return
|                           |                                                         |       |                  |                                                                           |
| 27 januari 2010 20:00 uur | Manchester United                                       | 3 – 1 | Manchester City  | Old Trafford, Manchester Toeschouwers: 74.576 Scheidsrechter: Howard Webb |
| 27 januari 2010 20:00 uur | Paul Scholes 52' Michael Carrick 71' Wayne Rooney 90+2' |       | 76' Carlos Tévez | Old Trafford, Manchester Toeschouwers: 74.576 Scheidsrechter: Howard Webb |

|                           | |         |                                                                           |                                                                             |
| 20 januari 2010 19:45 uur | Aston Villa | 6 – 4   | Blackburn Rovers                                                          | Villa Park, Birmingham Toeschouwers: 40.006 Scheidsrechter: Martin Atkinson |
| 20 januari 2010 19:45 uur | Stephen Warnock 30' James Milner 40' (pen.) Steven Nzonzi 53' (e.d.) Gabriel Agbonlahor 58' Emile Heskey 62' Ashley Young 90+3' | Verslag | 10' Nikola Kalinić 26' Nikola Kalinić 63' Martin Olsson 84' Brett Emerton | Villa Park, Birmingham Toeschouwers: 40.006 Scheidsrechter: Martin Atkinson |

## Finale
|                            |                        |       |                                   |                                                                        |
| 28 februari 2010 16:00 uur | Aston Villa            | 1 – 2 | Manchester United                 | Wembley Stadium, Londen Toeschouwers: 88.596 Scheidsrechter: Phil Dowd |
| 28 februari 2010 16:00 uur | James Milner 5' (pen.) |       | 13' Michael Owen 74' Wayne Rooney | Wembley Stadium, Londen Toeschouwers: 88.596 Scheidsrechter: Phil Dowd |